# Pântano do Sul

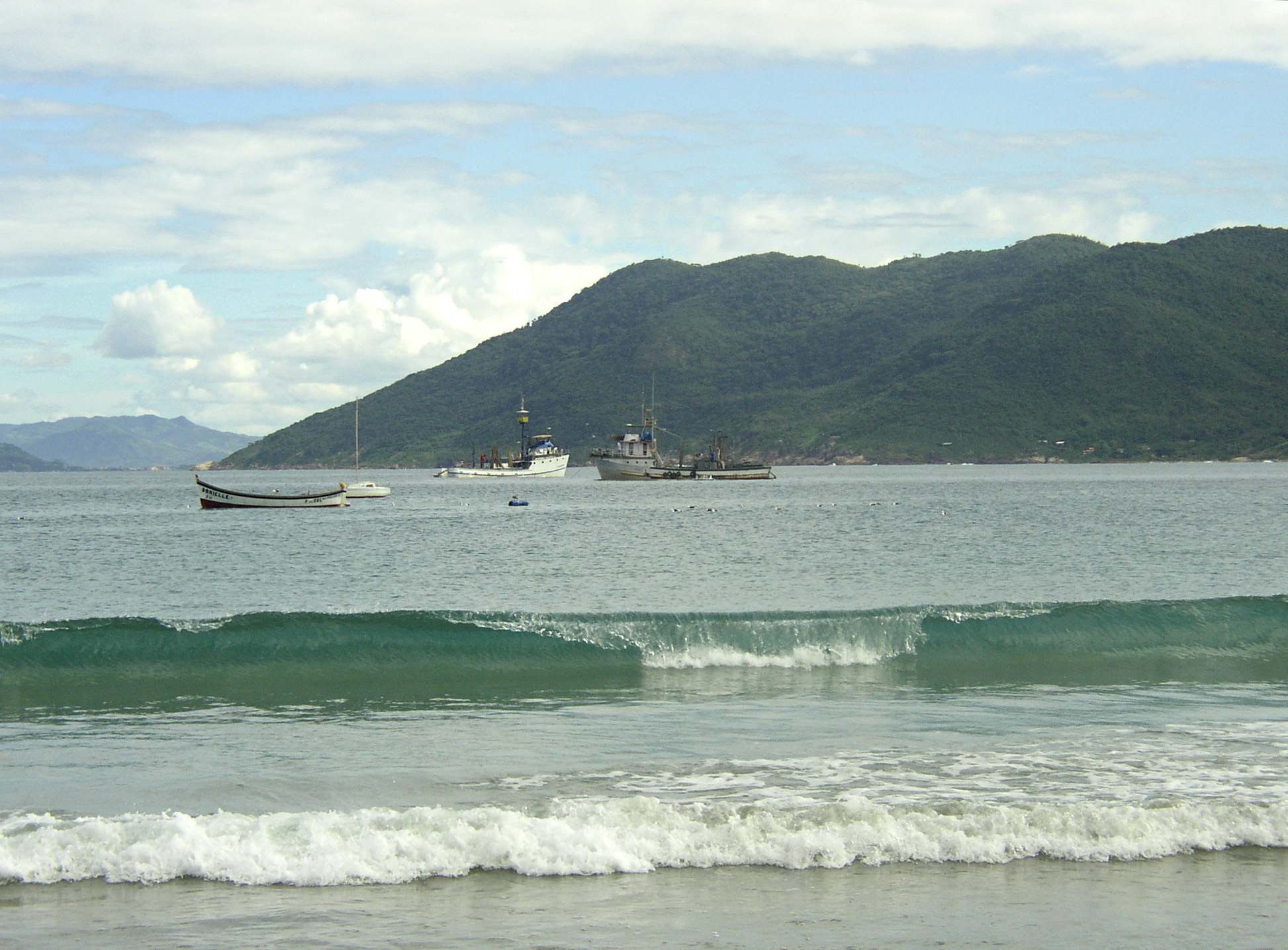
Vue depuis la plage de Pântano do Sul.

Pântano do Sul est un district de la municipalité Florianópolis, capitale de l'État brésilien de Santa Catarina. Il fut créé le 12 août 1966. Il couvre une superficie de 48 km² et se situe à l'extrême sud de l'île de Santa Catarina.
Le siège du district se situe dans la localité du même nom, Pântano do Sul. Les autres localités du district sont:
- Costa de Dentro
- Lagoa do Peri
- Lagoinha do Leste
- Praia da Armação do Pântano do Sul
- Praia do Matadeiro
- Praia da Solidão
- Praia do Saquinho